# Glaucofan

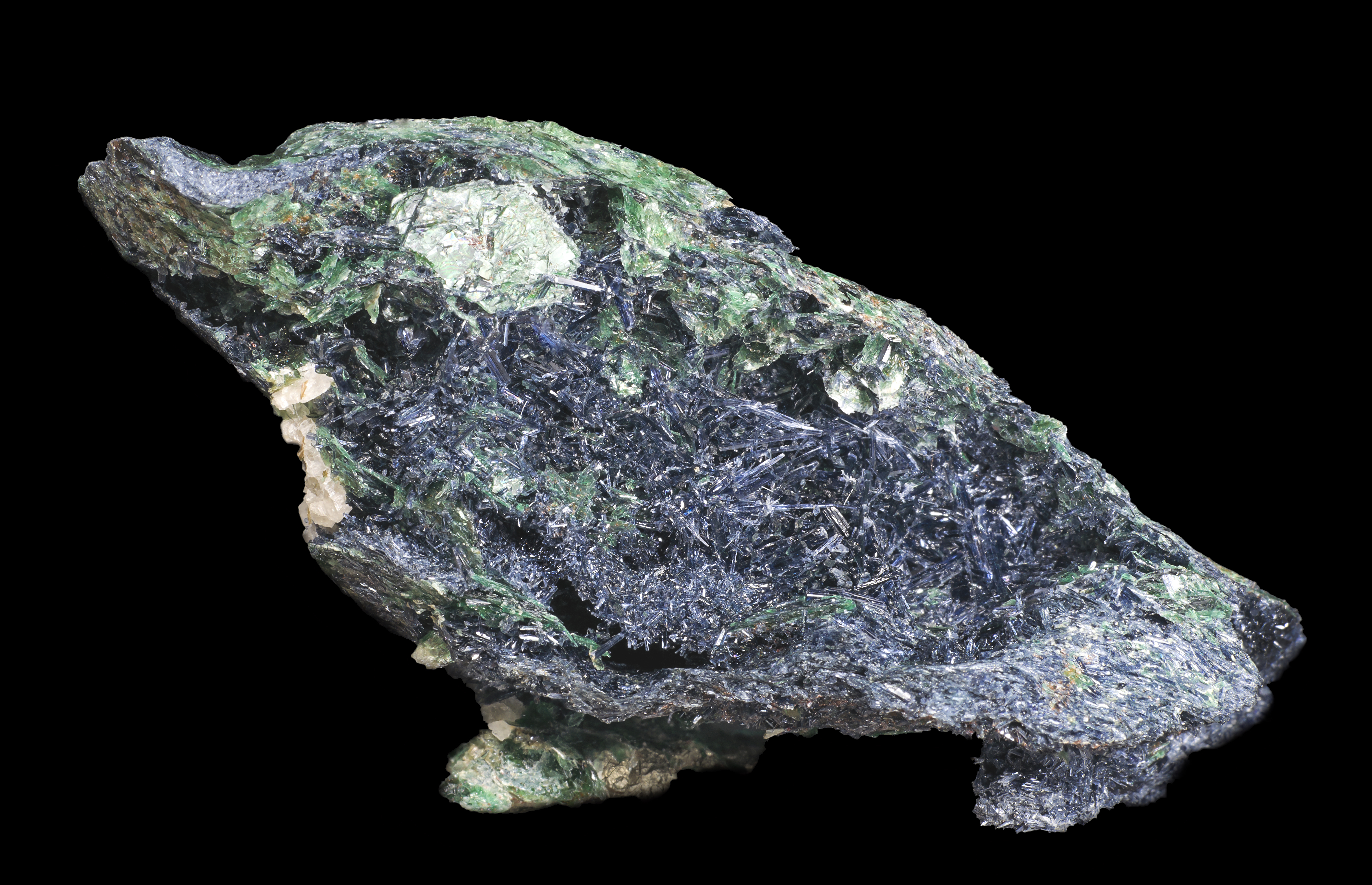
Glaucofan

Glaucofanul este un mineral. Culoarea sa variază între albastru, albastru-cenușiu, albastru de lavandă și cenușiu. Nu are valoare deosebită. Glaucofanul este un amfibol. Amfibolii reprezintă un grup mare de silicați hidratați, care conțin o varietate mare de metale.
Glaucofanul este insolubil în acizi și se topește ușor, formând un gaz verde.